# Burzan
Burzan (ukr. Бур'ян – burján) – wysokie, bujne zarośla roślin zielnych, złożone przede wszystkim z chwastów: ostów i łopianów, występujące dawniej na stepach ukraińskich.
O burzanie pisał Adam Mickiewicz w sonecie Stepy Akermańskie:

Śród fali łąk szumiących, śród kwiatów powodzi,

Omijam koralowe ostrowy burzanu.

Na pierwszych stronach „Ogniem i mieczem” znajduje się następujący fragment:

Najbystrzejszy wzrok nie mógłby odkryć jednej żywej duszy ani nawet żadnego ruchu w ciemnych, zeschniętych i zwiędłych burzanach.

W rozdziale I, w tomie IV „Ogniem i mieczem”, też jest mowa o burzanach:

Więc wspinał się na strzemionach, żółte wąsiki nad falę

traw wytykał i patrzył, wietrzył, słuchał jak Tatar, kiedy to w dzikich

polach wśród burzanów myszkuje.

Burzany występują w trzeciej zwrotce pieśni patriotycznej "Białe róże":

"Ponad stepem nieprzejrzana mgła,

Wiatr w burzanach cichuteńko łka.

Przyszła zima, opadł róży kwiat,

Poszedł w świat Jasieńko, zginął za nim ślad."

Również w piątej zwrotce piosenki "Dumka na dwa serca" Edyty Górniak i Mietka Szcześniaka promującej film "Ogniem i Mieczem" Jerzego Hoffmana jest mowa o burzanach. 

"Mój sokole gromowładny,

Pytaj o mnie stepów sławnych,

Pytaj tych burzanów wonnych

I uwolnij mnie"